# Палимпсест Јефрема
Палимпсест Јефрема, означаван са C или 04 (Gregory-Aland), је рукопис Старог завета и Новог завета. Један је од најзначајнијих рукописа Новог завета, написан на грчком језику, а датира са почетка 5. века. Овај рукопис александријског типа је написан на танком пергаменту, димензија 33×27 цм. То је палимпсест. 
У Старом завету сачувани су само делови књиге: Јова, Приче, Проп, ПнП, Прем, Сир.

## Опис
У XII веку преко рукописа је исписана проповед Јефрема Сирина у преводу на грчки. Тишендорф је у 1841-1843 помоћу хемикалија успео да прочита првобитни текст. Издање текста Новог завета је приредио Тишендорф, у 1843, а текста Старог завета у 1845.
Кодекс се чува у Француској Националној библиотеци (Gr. 9) у Паризу.